# Jaap Dronkers
Jacob (Jaap) Dronkers (Amsterdam, 12 januari 1945 − Haarlem, 30 maart 2016) was een Nederlands onderwijssocioloog.

## Biografie
Dronkers was een zoon van Jacob Dronkers (1912-1994) en Johanna Moerman (1912-1992). Hij trouwde met Tonny Vlaming met wie hij een zoon en een dochter kreeg. Hij studeerde af in de sociologie aan de Vrije Universiteit Amsterdam in 1969 waarna hij in 1976 in dienst trad van het SISWO waar hij tot 1986 aan verbonden bleef, laatstelijk als hoofd Onderzoek van onderwijs en sociologie. Hij promoveerde in 1976 op Studenten en hun onderwijs. Daarna trad hij in dienst van de Katholieke Universiteit Brabant (Tilburg). In 1990 werd hij benoemd tot gewoon hoogleraar onderwijskunde, in het bijzonder stratificatie- en mobiliteitsvraagstukken aan de Universiteit van Amsterdam, hetgeen hij bleef tot 1994. Van 1999 tot 2001 was hij gewoon hoogleraar aan die laatste universiteit in de empirische sociologie. Van 2001 tot 2009 was hij hoogleraar aan het Europees Universitair Instituut in Florence, en tot slot vanaf dat laatste jaar aan de Maastricht University. Van 2011 tot 2013 was hij verbonden aan het Centraal Planbureau.
Dronkers heeft vooral veel onderzoek gedaan naar het onderwijs. Hij wordt beschouwd als de grondlegger van het empirisch sociologisch onderzoek op dat terrein. Hij stond tevens in de jaren 1990 aan de basis van de vergelijking van de kwaliteit van scholen zoals die jaarlijks in het dagblad Trouw verschenen.
Dronkers heeft zich daarnaast vaak beziggehouden met elite-onderzoek, om te beginnen in 1984 met Nederlandse elites in beeld. Rekrutering, samenhang en verandering, (in 1995) met 'De besturen van studentencorpora en de toegang tot de Nederlandse elites' en 'A university degree as gateway to the Dutch political and administrative elites from 1815 to 1960' (1996), opnieuw in 1997 met 'Het lidmaatschap van besturen van drie verschillende studentenverenigingen (Corps, RK, SSR) tussen 1920 en 1960 en de toegang tot de Nederlandse elites tussen 1960-1980'. Daarbij hield hij zich ook bezig met sociale stratificatie en sociale mobiliteit, en daarmee met ongelijkheid. Op 22 juni 2000 hield hij zijn inaugurele rede onder de titel De maatschappelijke relevantie van hedendaagse Nederlandse adel; over de adel zou hij in de jaren daarna nog geregeld publiceren, onder andere in Virtus.
In 2002 stichtte Dronkers, samen met Matthijs Kalmijn en Michael Wagner, het European Network for the Sociological and Demographic Study of Divorce (www.eudiv.org). Het netwerk komt jaarlijks samen op een conferentie en betekende een belangrijke katalysator voor het Europese echtscheidingsonderzoek. Dronkers speelde niet alleen een leidende rol in dit netwerk maar publiceerde zelf ook uitvoerig over echtscheiding. Hierbij legde hij steevast de link met zijn onderwijskundig onderzoek. Als zIjn belangrijkste publicatie geldt het onderzoek Stability and Change in the Educational Gradient of Divorce (met Juho Härkönen) over het effect van opleidingsniveau op echtscheiding. Dronkers en Härkönen tonen hierin aan dat de invloed van opleidingsniveau niet alleen verschilt naar land maar ook wijzigt doorheen de tijd. 
Dronkers werd geëerd met de Prof. Dr. J.M.G. Leune-penning, werd benoemd tot doctor honoris causa van de Finse Universiteit van Turku en was erelid van de Nederlandse Sociologische Vereniging. Hij werkte mee aan honderden artikelen, congresbundels en redactiewerk voor bundels.
Prof. dr. dr. h.c. J. Dronkers overleed in 2016 op 71-jarige leeftijd.